# John Wain
Pour les articles homonymes, voir Wain (homonymie).
John Barrington Wain, né le 14 mars 1925 à Stoke-on-Trent  et mort le 24 mai 1994, est un poète, un romancier et un critique britannique dont les premières œuvres lui ont valu d'être rattaché au mouvement des Angry Young Men dans les années 1950.
Élève de C. S. Lewis, il assista aux réunions des Inklings entre 1945 et 1951, mais réalisa rapidement qu'il ne partageait guère les opinions conservatrices de la plupart des membres de ce groupe.

## Œuvres principales
- Hurry on Down (Le Laveur de carreaux), 1953, traduit de l'anglais par Anne Marcel, Marseille, 2018, éditions du Typhon, 312 p.
- Living in the Present, 1955
- A Travelling Woman, 1959
- Strike the Father Dead, 1962, (Et frappe le père à mort), traduit de l'anglais par Paul Dunand, 2019,  éditions du Typhon, 390 p.[2] [a obtenu le prix Mémorable 2019][3]
- A Winter in the Hills, 1970
- The Pardoner's Tale, 1978